# سثينو
سثينو (باليونانية: Σθενώ، الترجمة الإنجليزية: «القوة»)، في الأساطير اليونانية، كانت الأكبر بين الأخوات الغورغونات، الوحوش الأنثوية الشريرة ذوات الأيدي النحاسية، والأنياب الحادة و«الشعر» المصنوع من الثعابين السامة الحية.

## الميثولوجيا
ولدت سثينو، ابنة فوركيس وسيتو Ceto، في الكهوف تحت جبل أوليمبوس. كانت هي وأختها يوريال من الخالدين، وكانت الأخت الثالثة، ميدوسا، فانية.
وهي إحدى الغرغونات الثلاثة، عرفت بأنها الأكثر استقلالية وشراسة، بعد أن قتلت رجالًا أكثر من شقيقاتها الأخريين مجتمعتين. في الأساطير اليونانية، تحولت إلى غرغونة بسبب وقوفها مع شقيقتها ميدوسا، التي اغتصبها الإله البحر بوسيدون في معبد أثينا. أثينا، لم تحمل أي عاطفة ولم تجد أي خطأ في موقف بوسيدون، كانت غاضبة من ميدوسا. وكعقوبة لها، تم تغيير ميدوسا إلى وحش رهيب، جنبا إلى جنب مع شقيقتيها سثينو ويوريال. تميل سثينو إلى أن تُصوَّر على أنها وحش غورغونة، رقيقة ذات ثعابين حمراء حول رأسها بدلاً من الشعر. في قصص قديمة، وُصفت بأن لها رأس بجلد متقشر، أنياب خنزير، أيدي برونزية، لسان بارز، عيون صارخة وثعبان حول الخصر كحزام.
عندما تم قطع رأس الغورغونة ميدوسا على يدي بيرسيوس، حاولت سثينو ويوريال قتله، لكنها فشلت بسبب استخدامه لغطاء هاديس، وأصبح غير مرئي.